# Potamogeton × lintonii
Potamogeton × lintonii là một loài thực vật có hoa lai ghép trong họ Potamogetonaceae. Loài này được Fryer miêu tả khoa học đầu tiên năm 1900.